# Sant Genís i Sant Miquel de Besalú
Sant Genís i Sant Miquel de Besalú, o Sant Miquel de Besalú, fou una antiga església de la vila de Besalú (Garrotxa), a la part de llevant de la població, sota les muralles; dins de la muralla i sota el castell. Tenia com a cotitular Sant Genís. També va ser un monestir de clergues aquisgranesos, la canònica de Sant Genís i Sant Miquel.
L'any 977, el comte i bisbe de Girona Miró Bonfill, en aquesta església va fundar una canònica aquisgranesa. D'aquesta església hi depenia la parroquial de Sant Vicenç, entre altres properes. Tots els béns foren confirmats al monestir per una butlla papal del 988. Bernat Tallaferro fou un defensor de la canònica i fins i tot va promoure l'establiment del bisbat de Besalú, amb seu al monestir, el primer bisbe fou Guifré, fill del comte, que era també abat de Sant Genís i Sant Miquel. A la mort del Bernat Tallaferro (1020) es va suprimir l'efímer bisbat. Els canonges es traslladaren abans del 1080 a l'església de Santa Maria la Vella o de Capellada, cosa que fou causa de l'abandonament de Sant Miquel i Sant Genís. Probablement cap al 1026 es va traslladar la canònica des de l'antiga església a la de Santa Maria de Capellada, o de Bell-lloc, que fins llavors hi depenia. A partir del 1075 ja no es troba cap referència més de l'antiga església de Sant Genís i Sant Miquel.